# Křemencova
Křemencova ulice (dříve také Skřemenná nebo Poštovní ulice) se nachází na Novém Městě v Praze 1 v dřívější vsi Opatovice, a to mezi ulicemi V jirchářích a Myslíkovou. 

## Historie
Název Křemencova ulice získala již roku 1419 po Velíku Křemenci, který zde měl počátkem v 15. století dům, zvaný Medulánský po starším majiteli, potom pojmenovaný Na Košících a U Fáfů. Později byl název ulice zkomolen na Skřemenná, v 18. století se označovala také jako Poštovská nebo Stará Poštovská podle pravidelné trasy poštovních vozů jedoucích z Malé Strany přes ulici Karolíny Světlé (tehdy Novou poštovskou) a přes Karlovo náměstí směrem na Vídeň. Zhruba ve dvou třetinách její 260 metrové délky ji kolmo protíná ulice Opatovická. Ve středověku byla ulicí jirchářů, kteří odtud až k řece zpracovávali kůže, činili je pomocí síranů. V období vydání císařských map stabilního katastru ulice nesla název Poštovská (v Čechách měření proběhlo v letech 1826–1830 a 1837–1843). 

## Domy a osobnosti

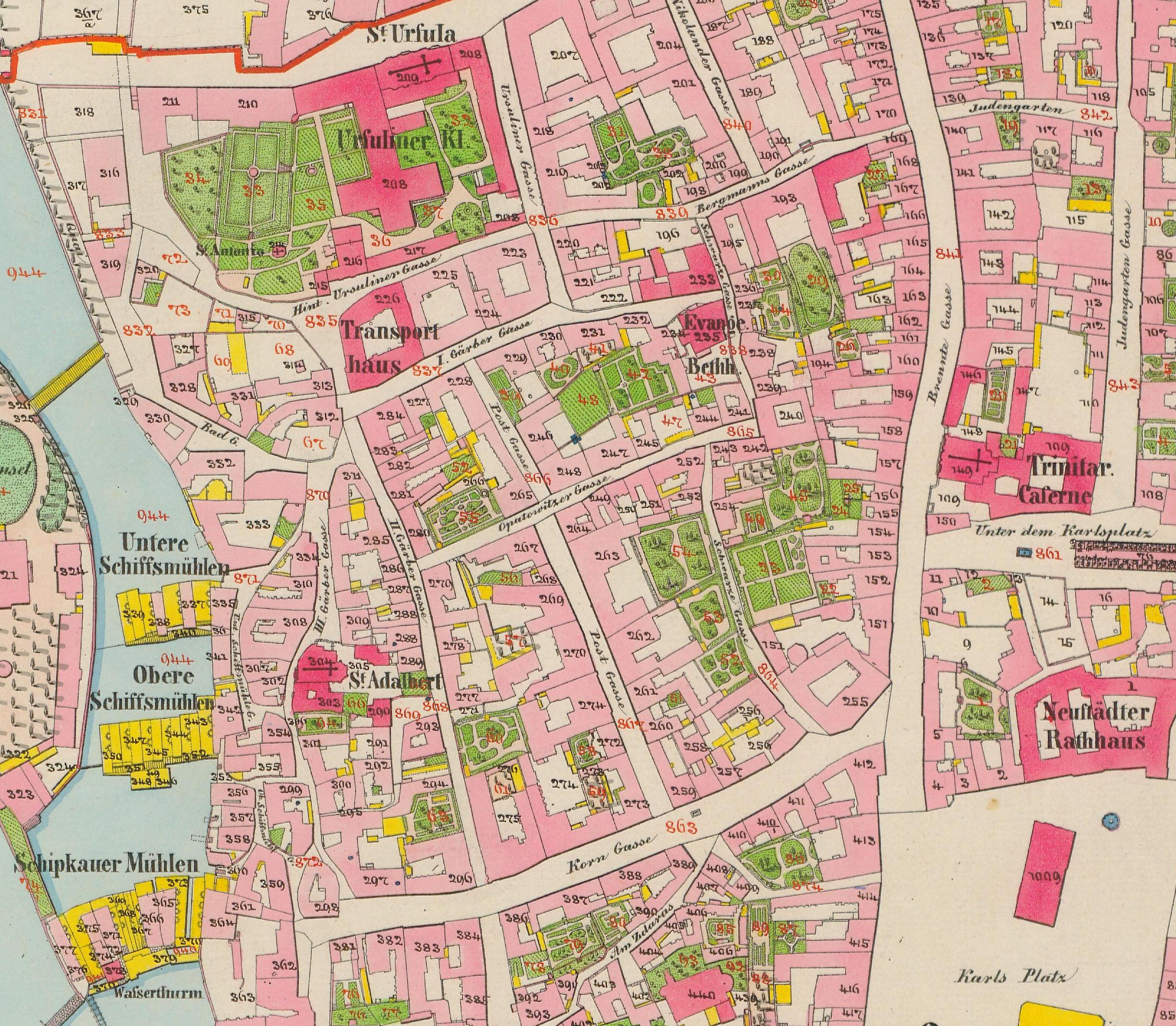
Území zaniklé obce Opatovice na mapě Stabilního katastru, stav v roce 1852. Dnešní Křemencova ulice je označena Post Gasse.

- Dům čp. 179/12 – bývalé reálné gymnázium, budova z let 1892-1894 od architekta Antonína Rosenberga. První české reálné gymnázium (později Masarykovo) bylo založeno 7. října 1871, ale do novostavby v Křemencově ulici se přestěhovalo až roku 1894 z důvodu nevyhovujících prostor v dřívějších objektech v Revoluční čp. 17 a ve Spálené čp. 24. Gymnázium přečkalo obě světové války, ale po nástupu komunismu bylo zrušeno a do budovy se nastěhoval Armádní umělecký sbor a po něm v roce 1952 Střední průmyslová škola chemická.

Stavební náklady byly vyčísleny na 260 188 zl. a původně se jednalo o budovu třípodlažní s břidlicovou střechou a v celém objektu byl zřízen vodovod na říční vodu. Škola měla také plynové osvětlení. Z původního projektu se ale nerealizovala stavba zadního příčného křídla, kde měly být nad sebou umístěny tělocvična a kaple. 
Mezi významné absolventy patřili například malíř Antonín Slavíček, spisovatelé Vladislav Vančura, Jiří Voskovec a Jan Werich, nebo skladatel J. B. Foerster. Do veřejného povědomí dům vstoupil svým kulturním odkazem: zde bylo roku 1920  ustaveno avantgardní uskupení Devětsil.. 

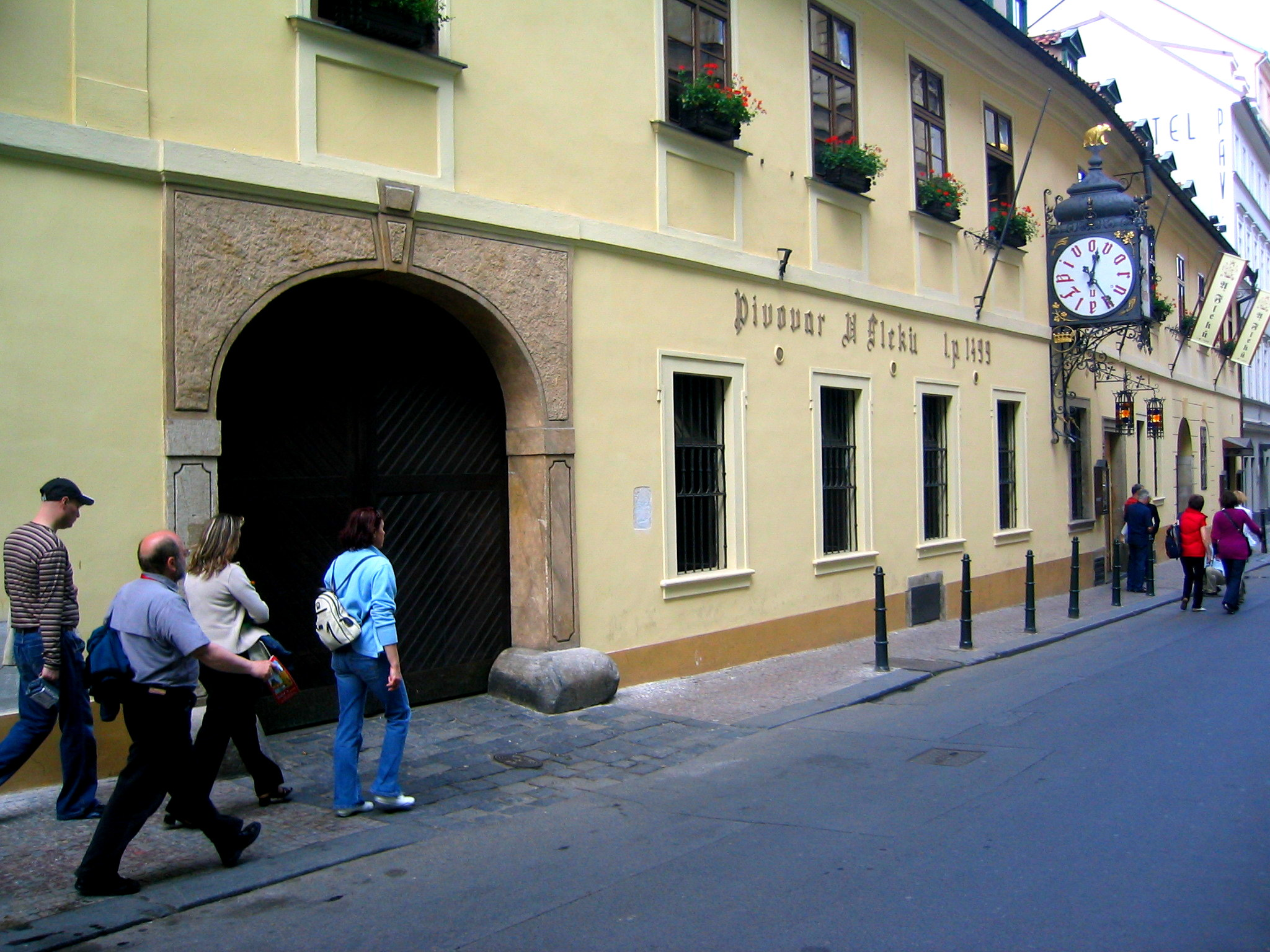
Pivovar U Fleků

Na místě gymnázia dříve stál dům knížete Karla Schwarzenberga, předka dnešního stejnojmenného politika.
- Dvojdům čp. 183/9 a 1651/11 – pivovar s pivnicí U Fleků.[6]

Pivovar s pivnicí „U Fleků“ (dříve U Domažlíků, Na Křemenci, U Dvou strak) je jeden z nejznámějších a nejstarších českých pivovarů. První zmínka o existenci pochází již z roku 1499. Na začátku 17. století dům patřil Matěji Vranovci, který z náboženských důvodů emigroval a dům byl postoupen jeho švagru Janu Ulrichovi. Po bitvě na Bílé hoře byl dům zkonfiskován tehdejší majitelce Kateřině Ulrichovéa za Třicetileté války zpustl. Barokní přestavba proběhla v letech 1675-1700. Roku 1762 dům zakoupil Jakub Flekovský, jehož jméno nese pivovar dodnes. V 19. století objekt patřil rodině Pštrossových, v letech 1900-1905 byl přestavěn a vyzdoben sgrafity, malbami a nápisy od Ládi Nováka, a to v Rytířské síni, Akademické restauraci a Větší šenkovně. Od roku 1902 zde hrál loutkové divadlo Klub vlasteneckých přátel dr. Paříka a Třebenic.. Roku 1911 zde pak parta chorvatských studentů vracející se z derby pražských „S“ založila chorvatský fotbalový klub HNK Hajduk Split.
- Nárožní dům čp. 1647/II Křemencova 2 /Myslíkova 21, pozoruhodná novorenesanční architektura podle návrhu arch. Martina Bělského; ve výklencích 3. patra alegorické sochy Sochařství, Hudby, Architektury a Malířství, mezi nimi sgrafita. Počátkem 20. století zde bydlel JUDr. Alois Rašín[5], k atentátu však došlo až u jeho následujícího bydliště.

## Zajímavost
Ulice Křemencova má podle legendy i svoje strašidlo. Prý zde dvakrát týdně o půlnoci projede černý kočár tažený čtyřmi koňmi od Vyšehradu a ztrácí se V jirchářích. Není prý slyšet dusot kopyt a v kočáru sedí duch mlynáře, jenž kdysi nakradl spoustu peněz a někde je zakopal. Nedojde pokoje, dokud se tyto peníze nenajdou a nepoužijí k dobrému užitku.